# Đài tưởng niệm Karl IV.

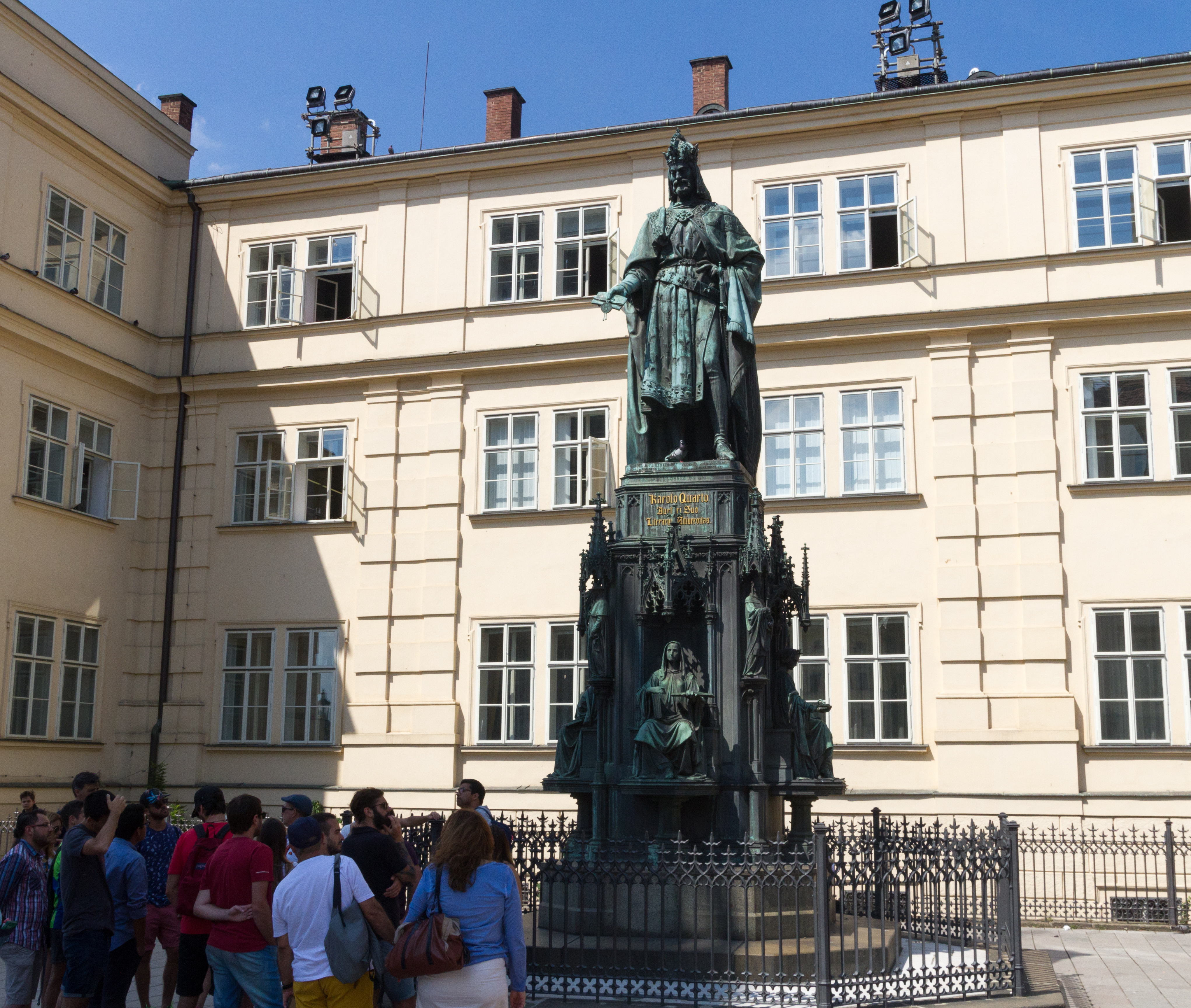
Hình ảnh đài tưởng niệm Karl IV

Đài tưởng niệm Karl IV. (tiếng Séc: Pomník Karla IV.) là tác phẩm điêu khắc ngoài trời vua Karl IV của Thánh chế La Mã, tọa lạc tại Quảng trường Křižovnické ở Praha, Cộng hòa Séc. Jacob Daniel Burgschmiet xây dựng đài tưởng niệm theo thiết kế của Ernst Julius Hähnel từ năm 1844. Đây là di tích văn hóa của Cộng hòa Séc được bảo vệ.

## Lịch sử

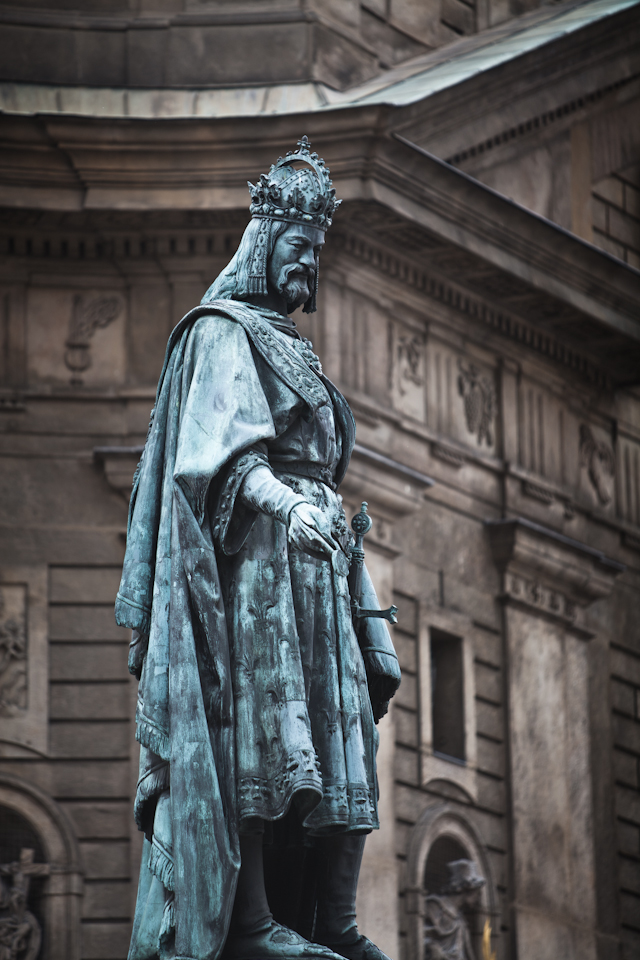
Karl IV.

Từ những năm 30 của thế kỷ 19 đã có đề xuất xây dựng tượng. Năm 1842, một ban chuyên khảo gồm các thành viên thuộc viện hàn lâm và giáo sư được thành lập để bàn giao tác phẩm và đóng góp ý kiến cho nhà điêu khắc Hähnel. Theo kế hoạch, lễ khánh thành đài tưởng niệm tổ chức năm 1848 nhân dịp kỷ niệm 500 năm ngày thành lập Đại học Karl, nhưng đã bị hoãn lại do cuộc cách mạng 1648-1849. Do vậy lễ khánh thành lùi lại và được tổ chức vào ngày 31 tháng 1 năm 1851.

## Mô tả
Tượng Hoàng đế Karl IV của Thánh chế La Mã đứng trên đỉnh tượng đài với điều lệ của trường đại học trong tay. Bên dưới có dòng chữ "Karolo Quarto Auctori Suo Literarum Universitas/Festo saeculariniverso 1848". Trên bệ của tượng đài là những bức tượng tượng trưng cho bốn chuyên ngành của Đại học Karl vào thời điểm đó, đó là: thần học, y tế, pháp luật và triết học. Trên đài tưởng niệm còn có các bức tượng của những nhân vật có tầm ảnh hưởng, những người cùng thời với hoàng đế Karl IV như Matthias xứ Arras, Arnost xứ Pardubice, Jan Očko xứ Vlašim và Beneš xứ Vartemberk.